# Hey! Say! 7
Hey! Say! 7（ヘイ セイ セブン）は、男性アイドルグループ・Hey! Say! JUMP内のユニットである。期間限定ユニットのHey! Say! 7についてはHey! Say! JUMP#関連ユニットを参照。
Hey! Say! 7の「7」は2007年結成を意味している。

## メンバー
- 山田涼介（やまだ りょうすけ、1993年5月9日 - 、B型、東京都）
- 中島裕翔（なかじま ゆうと、1993年8月10日 - 、A型、東京都）
- 知念侑李（ちねん ゆうり、1993年11月30日 - 、AB型、静岡県）

元メンバー
- 森本龍太郎（もりもと りゅうたろう、1995年4月6日 - 、A型、神奈川県）
- 岡本圭人（おかもと けいと、1993年4月1日 - 、O型、東京都）

## メンバー変移
当初は髙木雄也、有岡大貴、山田涼介、中島裕翔、知念侑李の5人で2007年9月末までの期間限定ユニットとして結成された。詳しくはHey! Say! JUMP#関連ユニットを参照のこと。
2007年9月24日のHey! Say! JUMP結成時に高校生だった髙木雄也、有岡大貴がHey! Say! BESTへ分類され、岡本圭人、森本龍太郎が新たに加わり、Hey! Say! JUMPのグループ内ユニットとなる。
2011年6月、森本龍太郎が未成年喫煙により無期限活動停止処分を受けたため、2011年6月以降のメンバーは4人となる。2021年4月、岡本圭人が俳優活動に専念するため2021年4月以降のメンバーは3人となる。

## 略歴

### 2007年
- 10月7日、『爆笑100分テレビ!平成ファミリーズ』で、山田、中島、森本がレギュラー出演開始[3]。

### 2008年
- 4月6日、『爆笑100分テレビ!平成ファミリーズ』がリニューアルし『時空間☆世代バトル 昭和×平成 SHOWはHey! Say!』が放送開始。
- 9月29日、Hey! Say! 7の冠ラジオ番組『Hey! Say! 7 Ultra Power』が放送開始。
- 10月 - 12月 クール、山田・知念・中島がHey! Say! BESTの有岡と共にドラマ『スクラップ・ティーチャー〜教師再生〜』で主演。

### 2009年
- 3月21日 - 25日、Hey! Say! 7が初の単独コンサート『Hey!Say!7 spring concert 09 MONKEY』を開催[4]。
- 4月5日、『時空間☆世代バトル 昭和×平成 SHOWはHey! Say!』が放送終了し『スクール革命!』がスタート。出演者が変更され山田、知念、八乙女の3人となった。
- 6月7日、山田と知念が7人組ユニット・NYC boysとしても活動開始。

### 2010年
- 3月20日 - 26日、Hey! Say! 7が『第41回春の高校バレー全国大会』のスペシャルサポーターを担当[5]。

### 2011年
- 6月28日、森本が不祥事によって無期限活動休止に。以降4人での活動となる。

### 2013年
- 1月9日、山田がソロデビュー。ファーストシングル「ミステリー ヴァージン」を発売。

### 2018年
- 『忍たま乱太郎』第26シリーズの新EDテーマ曲「やんちゃなヒーロー」をHey!Say!7が担当[6]。
- 岡本がアメリカの2年制演劇学校アメリカン・アカデミー・オブ・ドラマティック・アーツニューヨーク校に9月から留学するため、一時活動を休止。

### 2021年
- 4月5日、岡本が同月11日付でHey! Say! JUMPを脱退し、ジャニーズ事務所に籍は残したまま俳優に専念することを発表。4月11日に行われたHey! Say! JUMPの配信コンサートの最終日、ファンクラブ会員のみ視聴可能なパートに出演し、グループのメンバーとして最後のパフォーマンスを披露した。以降、グループは3人体制となる。

## オリジナル曲
JASRAC公式サイトの「作品データベース検索サービス」において、アーティスト名に「Hey! Say! 7」を含む楽曲の検索結果をもとに記述。

### 音源化された曲
- GET!!（作詞：tomomi、作曲：h-wonder） - JASRAC作品コード：159-6823-5
- ウタウタウ （作詞・作曲：youth case、編曲：吉岡たく） - JASRAC作品コード：159-7086-8
- 輝きデイズ（作詞：村野直球、作曲：馬飼野康二、編曲：大坪直樹） - JASRAC作品コード：166-6067-6
- ガンバレッツゴー![5]（作詞：藤林聖子・MAKOTO　作曲：h-wonder） - JASRAC作品コード：167-8261-5
- ユー・ガッタ・モール（作詞：相田毅　作曲・編曲：原一博） - JASRAC作品コード：178-3485-6
- Just For You（作詞：Komei Kobayashi、作曲：Alex Gerings・Andy Simon、編曲：立山秋航) - JASRAC作品コード：1E6-3205-9
- Oh! My Jelly! 〜僕らはOK〜（作詞：Vandrythem、作曲：アキダス・石塚知生、編曲：石塚知生） - JASRAC作品コード：709-2789-8
- ただ前へ（作詞・作曲：オカダユータ、編曲：山下洋介） - JASRAC作品コード：203-6531-4
- KAZEKAORU（作詞：ムラヤ＝コエニギー、作曲：野村陽一郎、編曲：石塚知生） - JASRAC作品コード：712-4446-8
- パーリーモンスター（作詞：MiNE、Komei Kobayashi、作曲：Andeas Ohrn、MiNE、川口進、Komei Kobayashi、編曲：Andeas Ohrn、川口進） - JASRAC作品コード：1J0-3852-7
- Sweet Liar（作詞:Xisco、作曲:HIKARI、KOUDAI IWATSUBO、編曲:HIKARAI） - JASRAC作品コード：229-2425-6
- やんちゃなヒーロー（作詞：松井五郎、作曲：馬飼野康二、編曲：佐々木博史）[6]
- Virtual Butterfly（作詞:JUNO、作詞:Maria Marcus, Tommy Clint, 坂室賢一、編曲:Maria Marcus, 坂室賢一）[7] - JASRAC作品コード：1M1-9949-1（Hey! Say! JUMP名義）
- あの日の僕へ（作詞・作曲：オカダユータ、編曲：清水哲平）

### 未音源化曲
- サルサいいないいね（作詞：並河祥太、作曲：森村献） - JASRAC作品コード：156-7568-8
- Brave Story（作詞・作曲：浅利進吾） - JASRAC作品コード：159-7065-5
- いいんじゃない（作詞：岡嶋かな多、作曲：Erik Lidbom、編曲：宗像） - JASRAC作品コード：1A1-4002-0
- 脳内☆Dance（作詞：森田文人、作曲：清水あきお、編曲：鈴木雅也） - JASRAC作品コード：161-6301-0

## 出演
個人での出演はそれぞれの単独記事で記載する

### バラエティ
- 爆笑100分テレビ!平成ファミリーズ（2007年10月 - 2008年3月、日本テレビ） - 山田、中島、森本[3]
- 時空間☆世代バトル 昭和×平成 SHOWはHey! Say!（2008年4月6日 - 2009年3月29日、日本テレビ）- 山田、中島、森本
- スクール革命（2009年4月 - 、日本テレビ） - 山田、知念

### CM
- ロッテ
  - 「ガーナミルクチョコレート」（2009年11月 - ）[8]
  - 「プラスXフルーティオ」（2010年3月 - ）[9]
- ブルボン
  - 「くだものいっぱいゼリー」「くだもの習慣」（2012年4月 - ）[10]
  - 「アーモンドラッシュ」（2012年9月 - ）[11]

### ラジオ
- 文化放送『レコメン!』内
  - Hey! Say! 7 Ultra Power（2008年9月29日 - 2015年9月24日） - Hey! Say! 7（メンバーが週変わりで2人が担当）[2]
  - Hey!Say!7 Ultra JUMP（2015年10月1日　- 2024年3月25日） - Hey! Say! 7（メンバーが週替わりで担当）[12][13]

### バレーボール
イメージキャラクターやスペシャルサポーターに就任し、イメージソングを担当した大会を挙げる。
- 第41回春の高校バレー全国大会（2010年3月20日 - 26日） - イメージソング「ガンバレッツゴー!」も担当[5]

### 単独コンサート
| 公演日程                | タイトル                           | タイトル                           | 公演規模                 | 会場                                   | 備考                                                                    |
| ----------------------- | ---------------------------------- | ---------------------------------- | ------------------------ | -------------------------------------- | ----------------------------------------------------------------------- |
| 2009年3月21日 - 3月25日 | Hey!Say!7 spring concert 09 MONKEY | Hey!Say!7 spring concert 09 MONKEY | 2都市8公演 7万5000人動員 | 横浜アリーナ、日本ガイシスポーツプラザ | Hey! Say! 7として初の単独コンサート。1日3回公演。八乙女光が演出を担当。 |

## 書籍

### 雑誌連載
- Hey! Say! 7 Ultra RADIO JUMP（『duet』、ホーム社）